# Giants (Dermot Kennedy)
Giants is een nummer van de Ierse singer-songwriter Dermot Kennedy uit 2020. Het is de vijfde en laatste single van zijn debuutalbum Without Fear.
Voor "Giants" liet Kennedy zich inspireren door het gedicht "What if 2020 isn't canceled?" van Leslie Dwight. Kennedy schreef het nummer toen hij tijdens de coronapandemie in onzekerheid en beroering verkeerde. In de tekst, die gaat over het verleden loslaten en samen verandering ondergaan, kijkt Kennedy terug op fijnere tijden. Wetende dat de klok niet kan worden teruggedraaid, zingt Kennedy dat we vooral dapper naar de toekomst moeten kijken, hoe onzeker die soms ook is. "Giants" bereikte de nummer 1-positie in Kennedy's thuisland Ierland. In Nederland was het nummer minder succesvol met een 21e positie in de Tipparade, terwijl het in de Vlaamse Ultratop 50 succesvoller was met een bescheiden 27e positie.